# 隔山有眼2
《隔山有眼2》（The Hills Have Eyes 2）是一部2007年上映的美國恐怖電影，由德國導演馬丁·威斯執導、衛斯·克萊文監製。《隔山有眼2》是2006年電影隔山有眼的續集。